# أولاد يحيى (أولاد امحية)
أولاد يحيى هو دُوَّار يقع بجماعة لحدار، إقليم آسفي، جهة مراكش آسفي في المملكة المغربية. ينتمي الدوّار لمشيخة أولاد امحية التي تضم 24 دوار. يقدر عدد سكانه بـ 388 نسمة حسب الإحصاء الرسمي للسكان والسكنى لسنة 2004.

## روابط خارجية
- البوابة الوطنية للجماعات الترابية
- المندوبية السامية للتخطيط